# Fatty et le Voleur
Pour plus de détails, voir Fiche technique et Distribution.
Fatty et le Voleur (The Gangsters) est un film muet américain réalisé par Henry Lehrman sorti en 1913.

## Synopsis
Roscoe est un policeman maladroit et stupide affecté à un quartier où sévit Spike (Fred Mace) et sa bande de voyous. À la suite d'une altercation avec ce dernier, il prend une déculottée (il se fait voler son pantalon !) et rentre en caleçon à la brigade. L’honneur des Keystone Cops est en jeu, mais ces derniers auront bien du mal à tirer leur épingle du jeu…

## Fiche technique
Source principale de la fiche technique :
- Titre : Fatty et le Voleur
- Titre original : The Gangsters
- Réalisation : Henry Lehrman
- Producteur : Mack Sennett
- Studio de production : The Keystone Film Company
- Distribution : Mutual Film Corporation
- Pays de production : États-Unis
- Format : Noir et blanc - 1,37:1 - Format 35 mm
- Langue : film muet intertitres anglais
- Genre : Comédie
- Durée : 35 minutes (une bobine)
- Date de la sortie : États-Unis : 29 mai 1913
- Langue : film muet - intertitres anglais

## Distribution
Source principale de la distribution :
- Fred Mace : Spike, le chef de gang
- Ford Sterling : le chef de la police
- Roscoe "Fatty" Arbuckle : un policier (non crédité)
- Charles Avery : un policier (non crédité)
- Jewel Carmen : la jeune fille (non créditée)
- William Hauber : un policier (non crédité)
- Edgar Kennedy : un complice (non crédité)
- Hank Mann : un policier (non crédité)
- Al St. John : un policier (non crédité)

## Autour du film
Il s'agit de la première apparition de Roscoe Arbuckle et de son neveu Al St. John dans un film de la Keystone. Le titre français qui est probablement issu d'une sortie postérieure reprend le pseudonyme de "Fatty" alors que le rôle tenu par Roscoe Arbuckle est secondaire, son pseudo non encore choisi et qu'il n'est pas crédité.